# Phoenix Roadrunners (1967-1977)
I Phoenix Roadrunners sono stati una squadra di hockey su ghiaccio della Western Hockey League con sede nella città di Phoenix, capitale dello Stato dell'Arizona. Nacquero nel 1967 e dopo lo scioglimento della lega nel 1974 si trasferirono nella World Hockey Association, lega in cui rimasero fino al 1977, anno dello scioglimento della franchigia.

## Storia
In origine la franchigia militò nella Western Hockey League (WHL) dal 1967 fino al 1974. Un gruppo di imprenditori di Phoenix nel giugno del 1967 acquistò i Victoria Maple Leafs dalla Maple Leaf Gardens Limited per 500.000 dollari e la trasferì da Victoria, in Canada, per trasferirla in Arizona dandole il nuovo nome di Roadrunners.
La formazione vinse per due anni consecutivi il titolo della Lester Patrick Cup nel 1973 e nel 1974, anno in cui la WHL cessò le operazioni e che spinse i Roadrunners ad iscriversi alla World Hockey Association.
Nonostante il cambio di lega il roster della squadra mantenuto quasi intatto. Nelle prime due stagioni la squadra riuscì a qualificarsi per i playoff, tuttavia iniziarono a sorgere dei problemi finanziari che costrinsero la formazione a privarsi dei suoi giocatori migliori. I problemi societari costrinsero la squadra a sciogliersi alla fine della stagione 1976-1977.
Vi fu un breve tentativo di far rinascere una squadra chiamata Roadrunners nella Central Hockey League ma già nel dicembre del 1977 la franchigia venne chiusa definitivamente.

### Affiliazioni
Nel corso della loro storia i Phoenix Roadrunners sono stati affiliati alle seguenti franchigie della National Hockey League:
- Toronto Maple Leafs: (1967-1974)
- Cleveland Barons: (1977)
- Colorado Rockies: (1977)

## Record stagione per stagione
| Phoenix Roadrunners (WHL) |         |    |    |    |    |    |     |     |    |                                                                           |
| 1967-68                   | WHL     | 72 | 28 | 40 | 4  | 60 | 215 | 276 | 4° | perde semifinali (Seattle) 0-4                                            |
| 1968-69                   | WHL     | 74 | 21 | 41 | 12 | 54 | 199 | 282 | 5° |                                                                           |
| 1969-70                   | WHL     | 73 | 27 | 34 | 12 | 66 | 252 | 257 | 5° |                                                                           |
| 1970-71                   | WHL     | 72 | 36 | 27 | 9  | 81 | 271 | 234 | 2° | vince semifinali (Denver) 4-1 perde Lester Patrick Cup (Portland) 1-4     |
| 1971-72                   | WHL     | 72 | 40 | 27 | 5  | 85 | 283 | 235 | 2° | perde semifinali (Portland) 2-4                                           |
| 1972-73                   | WHL     | 72 | 37 | 26 | 9  | 83 | 310 | 250 | 1° | vince semifinali (San Diego) 4-2 vince Lester Patrick Cup (Salt Lake) 4-0 |
| 1973-74                   | WHL     | 78 | 43 | 32 | 3  | 89 | 300 | 273 | 1° | vince semifinali (San Diego) 4-0 vince Lester Patrick Cup (Portland) 4-1  |
| Phoenix Roadrunners (WHA) |         |    |    |    |    |    |     |     |    |                                                                           |
| 1974-75                   | Western | 78 | 39 | 31 | 8  | 86 | 300 | 265 | 4° | perde 1º turno (Quebec) 1-4                                               |
| 1975-76                   | Western | 78 | 39 | 35 | 4  | 82 | 302 | 287 | 2° | perde preliminari (San Diego) 2-3                                         |
| 1976-77                   | Western | 80 | 28 | 41 | 4  | 60 | 281 | 383 | 6° |                                                                           |
| Phoenix Roadrunners (CHL) |         |    |    |    |    |    |     |     |    |                                                                           |
| 1977-78                   | CHL     | 27 | 4  | 20 | 3  | 11 | 75  | 134 | 6° | squadra sciolta                                                           |

## Record della franchigia

### Singola stagione
Gol: 47  Del Hall (1975-76)
Assist: 72  Robbie Ftorek (1975-76)
Punti: 117  Robbie Ftorek (1976-77)
Minuti di penalità: 295  Cam Connor (1975-76)

### Carriera
Gol: 147  Frank Hughes
Assist: 180  Robbie Ftorek
Punti: 325  Frank Hughes
Minuti di penalità: 550  Howie Young
Partite giocate: 364  Jim Murray

## Palmarès

### Premi di squadra
- Lester Patrick Cup: 2

1972-1973, 1973-1974

### Premi individuali
- Gordie Howe Trophy: 1

Robbie Ftorek: 1976-1977
- Robert Schmertz Memorial Trophy: 1

Sandy Hucul: 1974-1975